# Liễu Châu
Liễu Châu (tiếng Tráng: Liujcouh, chữ Hán: 柳州; bính âm: Liǔzhōu shì) là một địa cấp thị thuộc phía Bắc tỉnh Quảng Tây, Trung Quốc. Diện tích: 5.250 km², dân số: 1,4 triệu người.

## Địa lý
Liễu Châu nằm bên hai bờ trên một khúc lượn của sông Liễu Giang, cách tỉnh lỵ Nam Ninh khoảng 255 km. Liễu Châu cách Bắc Kinh 3.535 km, cách Thượng Hải 2.033 km và cách Hồng Kông 727 km. Liễu Châu là thành phố đầu tiên mà sông Liễu Giang chảy qua. Do đó nước ở thành phố này rất sạch.

## Lịch sử
Liễu Châu có lịch sử hơn 2.100 năm. Thành phố ra đời vào khoảng năm 111 trước Công nguyên, lúc đầu có tên là Đàm Trung. Năm 742 đổi tên thành Long Thành (thành phố rồng), trước khi đổi thành tên như ngày nay vào năm 1736. Liễu Châu là thành phố lịch sử và văn hóa quan trọng của tỉnh Quảng Tây. Nhân vật nổi tiếng nhất trong lịch sử của Liễu Châu là Liễu Tông Nguyên (柳宗元) (773-819), một nhà chính trị, thi sĩ dưới thời nhà Đường, mất tại Liễu Châu.

## Phân chia hành chính
- Khu
  - Liễu Bắc
  - Liễu Nam
  - Ngư Phong
  - Thành Trung
  - Liễu Giang
- Huyện
  - Dung An
  - Liễu Thành
  - Lộc Trại
- Huyện tự trị
  - Huyện tự trị dân tộc Miêu Dung Thủy
  - Huyện tự trị dân tộc Động Tam Giang

## Kinh tế
Liễu Châu là thành phố lớn thứ hai tỉnh Quảng Tây, và là trung tâm công nghiệp của tỉnh. Theo thống kê năm 2004 của chính quyền thành phố, GDP của Liễu Châu là 40,4 tỷ Nhân dân tệ. Thành phố này hiện có khoảng trên 2000 xí nghiệp công nghiệp, trong đó có 10 doanh nghiệp lớn, với gần 200.000 lao động.

## Du lịch
Giống như nhiều vùng khác của Quảng Tây, cảnh quan xung quanh Liễu Châu là sự pha trộn của đồi, núi đá vôi và nhiều hệ thống hang động. Đây là điều kiện thuận lợi để phát triển du lịch sinh thái, du lịch khám phá mạo hiểm,...

## Giao thông
Sân bay Liễu Châu là sân bay nối Liễu Châu với các thành phố lớn của Trung Quốc.

## Thành ngữ
Liễu Châu xuất hiện trong câu thành ngữ khá nổi tiếng
Sinh ở Tô Châu, sống ở Hàng Châu, ăn ở Quảng Châu, chết ở Liễu Châu.
Đó là do ở đây có loại gỗ tên là nam mộc (chữ Hán: 楠木, Phoebe zhennan) chuyên dùng để đóng quan tài, được cho là sẽ bảo quản được thi thể sau khi chết. Quảng Châu có rất nhiều món ăn ngon nổi tiếng. Hàng Châu là một thành phố phồn vinh và có cảnh sắc tuyệt đẹp. Còn Tô Châu nổi tiếng có nhiều phụ nữ đẹp nhất ở Trung Quốc (do đó câu thành ngữ trên đôi khi còn được nói là "Lấy vợ ở Tô Châu...").